# Massapequa (New York)
Massapequa ist ein Census-designated place und ein Weiler der Town Oyster Bay im Nassau County des US-Bundesstaates New York. Sie liegt an der Südküste von Long Island und hatte bei der Volkszählung von 2010 21.685 Einwohner. Die Siedlung wird von der Station Massapequa der Long Island Rail Road angefahren. 

## Geschichte
Die Massapequa wurden als einer der 13 Stämme von Long Island identifiziert, aber zusätzliche Forschungen haben gezeigt, dass sie ein Stamm der Lenni Lenape waren, dem Algonkin-sprechenden Volk, das den westlichen Teil der Insel zur Zeit der europäischen Begegnung besetzte. Die Gruppen wurden durch die Namen der geographischen Gebiete, die sie bewohnten, identifiziert. Die Etablierung der heutigen Siedlung Massapequa erfolgte um 1658, als von der Town of Oyster dem lokalen Stamm das Land abgekauft wurde.

## Demografie
Laut einer Schätzung von 2019 leben in Massapequa 21.685 Menschen. Die Bevölkerung teilt sich im selben Jahr auf in 97,0 % Weiße, 0,4 % Afroamerikaner, 0,2 % amerikanische Ureinwohner, 0,8 % Asiaten und 0,4 % mit zwei oder mehr Ethnizitäten. Hispanics oder Latinos aller Ethnien machten 5,7 % der Bevölkerung aus. Das mittlere Haushaltseinkommen lag bei 132.133 US-Dollar und die Armutsquote bei 3,2 %.

## Persönlichkeiten
- David R. Floyd-Jones (1813–1871), Rechtsanwalt und Politiker
- Allen Lowe (* 1954), Jazz-Musiker, -Historiker und Autor
- Jerry Seinfeld (* 1954), Stand-up Comedian und Schauspieler
- Joe Donnelly (* 1955), Politiker
- Dee Snider (* 1955), Musiker
- Alec Baldwin (* 1958), Schauspieler
- Brian Setzer (* 1959), Musiker
- Daniel Baldwin (* 1960), Schauspieler
- William Baldwin (* 1963), Schauspieler
- Stephen Baldwin (* 1966), Schauspieler
- Christie Welsh (* 1981), Fußballspielerin
- George William (* 1982), Singer-Songwriter, Kameramann, Regisseur und Schauspieler
- Tina DiMartino (* 1986), Fußballspielerin
- Gina DiMartino  (* 1988), Fußballspielerin
- AJ Applegate (* 1989), Pornodarstellerin
- Matt Bennett (* 1991), Schauspieler
- Vicki DiMartino (* 1991), Fußballspielerin
- Ron Kovic (*1946), Vietnam Veteran, Friedensaktivist, Autor
- Sonny Milano (* 1996), Eishockeyspieler

## Galerie

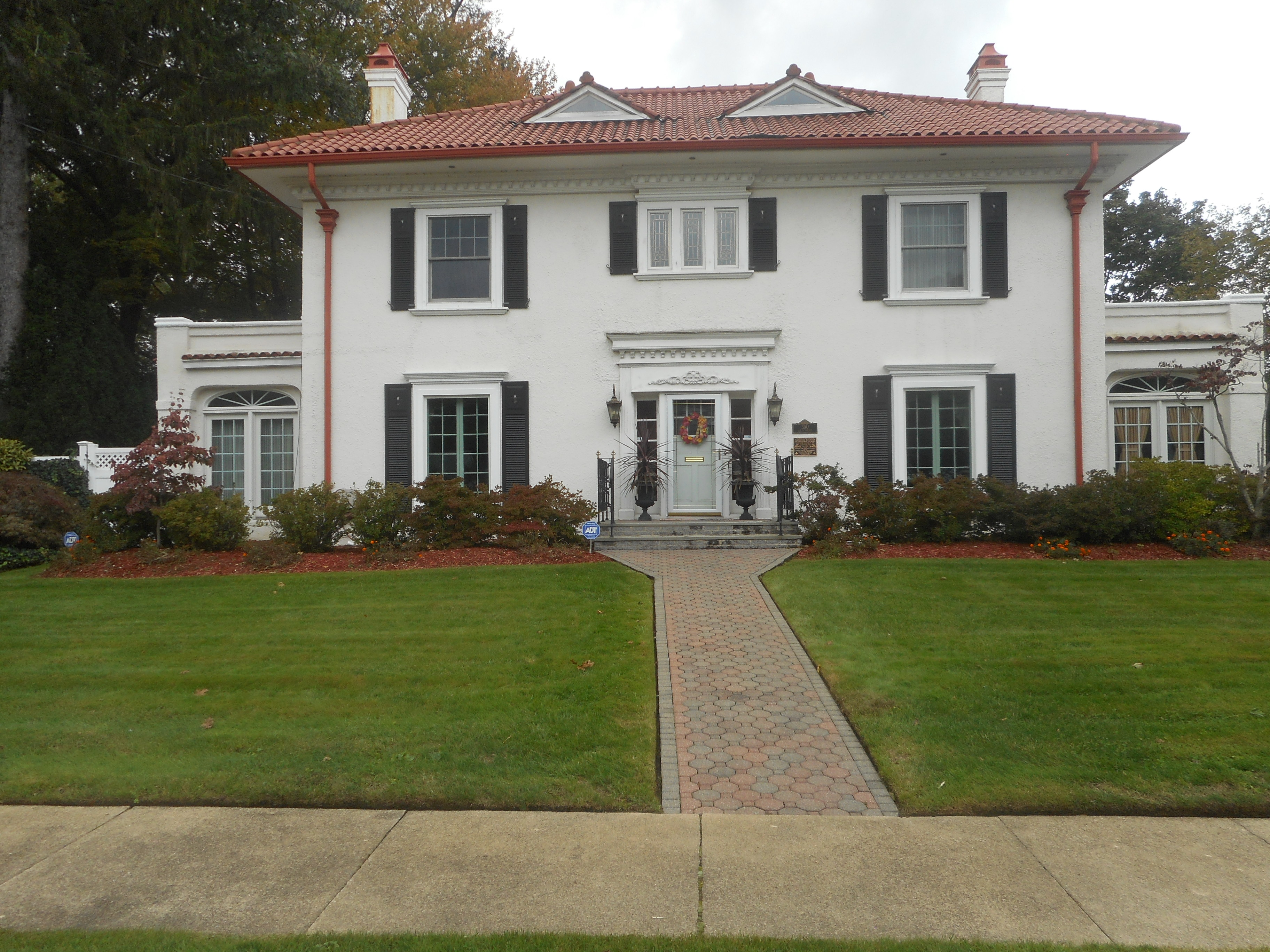
Wohnhaus
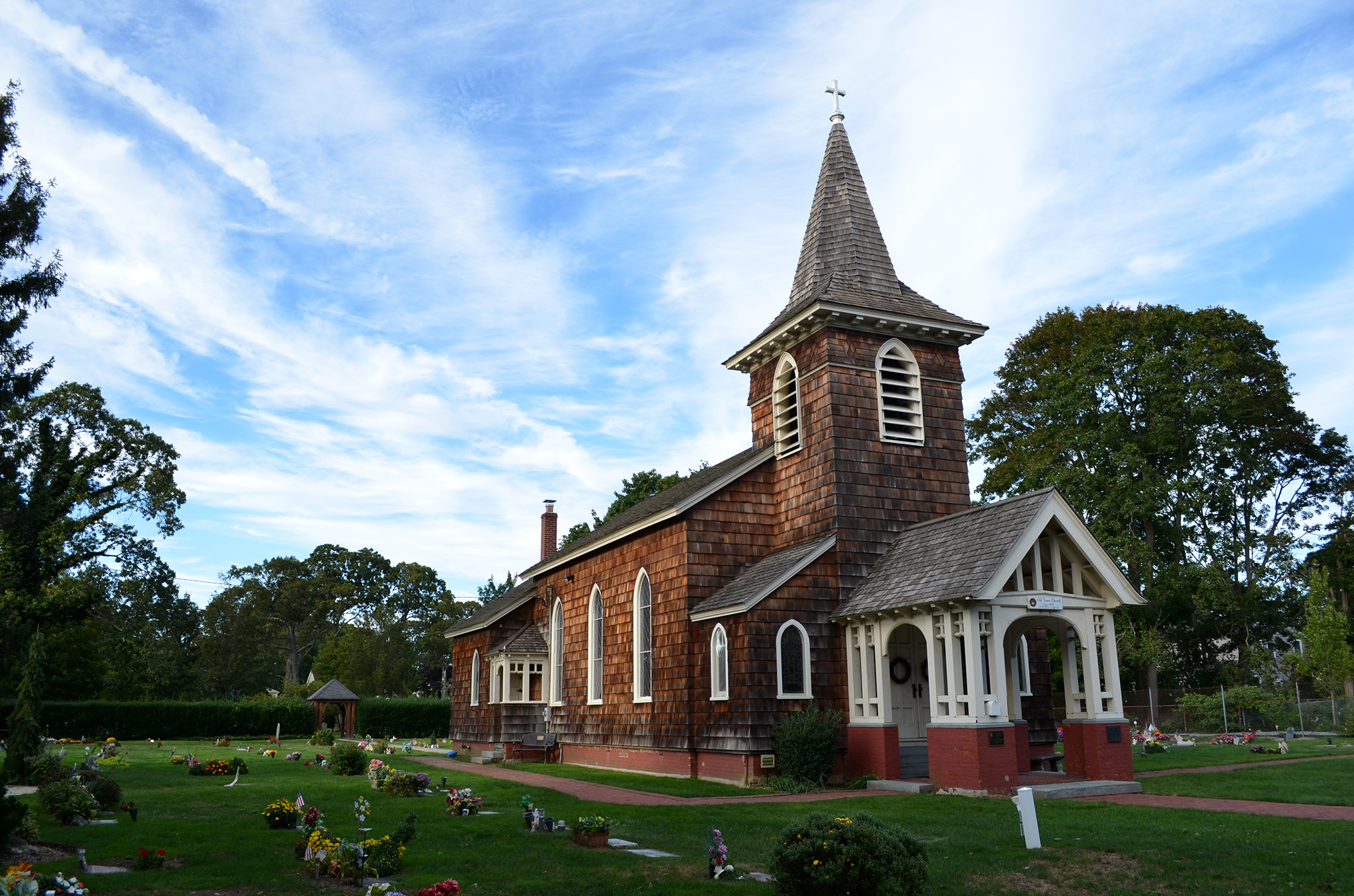
Old Grace Church
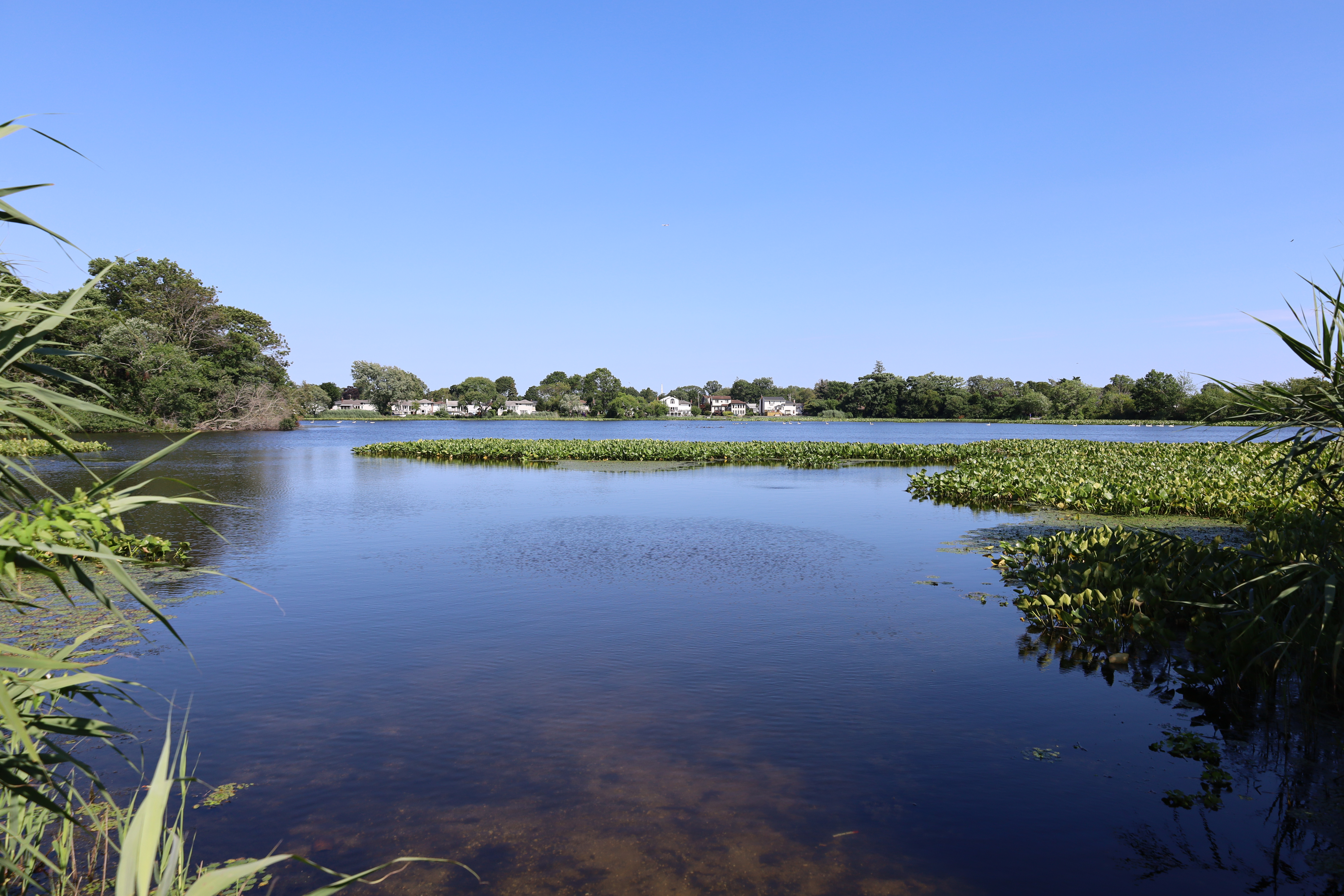
Massapequa Lake